# Hermann Buch
Hermann Balthasar Buch (ur. 30 grudnia 1896 w Niederhöhstadt, zm. 10 lipca 1959) – zbrodniarz nazistowski, członek załogi niemieckiego obozu koncentracyjnego Auschwitz-Birkenau i SS-Oberscharführer. 
Z zawodu urzędnik kupiecki. W latach 1939–1942 służył w Wehrmachcie. Pełnił służbę w kompleksie obozowym Auschwitz od stycznia 1942 do stycznia 1945. Kierował między innymi komandami więźniarskimi w krematoriach IV i V. 22 stycznia 1948 został skazany przez Sąd Okręgowy w Krakowie na 6 lat więzienia.